# Vintergatan: Fifunernas återkomst!
Vintergatan: Fifunernas återkomst! är ett datorspel från 2004 utvecklat av Teknikhuset i Umeå och utgivet av Pan Vision som bygger på TV-serierna Vintergatan. Spelet ingick även i serien Bara bra barnspel. Petter Bragée skrev manus tillsammans med Per Sundberg.
Spelet är en uppföljare av spelet Vintergatan: Rädda Jorden! från 2003.

## Handling
I spelet träffar man på Peo, Glen och Henrik som åker till domedagsplaneten med Mira. Mira strålas ner och försvinner spårlöst. Killarna åker till Garssons mack och stöter på den sovjetryska kosmonauten Irina Tereskjova. Irina tar över Miras uppgifter och löser tillsammans med övriga i besättningen uppdraget.
Planeterna de landar på är Hramus, Rhumah, Nievulos och Zloba, som inte förekommer i TV-serien, samt Tjårny, som förekommer i TV-serien. Man kan också stöta på olika typer av varelser i galaxen.

## Röstskådespelare
- Anders Linder – Peo
- Jonas Sykfont – Garson / Benke
- Pelle Hanaeus – Henrik
- Philomène Grandin – Mira
- Ingela Schale – Irina
- Wilson D. Michaels – Glen
- Petter Bragée
- Josef Andersson
- Per-Axel Gjöres[3]

## Mottagande
Recensenten på Arbetarbladet ansåg spelet likt föregångaren men med bland annat bättre grafik och kontroller. Recensenten på Östgöta Correspondenten ansåg spelet för likt föregångaren och frågade sig om det verkligen var värt att köpa.
Malena Henriksson på Sydsvenskan ansåg tyckte spelet var ganska kul, om något upprepande, men traditionellt med någon sorts gammaldags charm.